# Casetes de pescadors a la cala del Crit
Les Casetes de pescadors a la cala del Crit és una obra de Mont-ras (Baix Empordà) protegida com a bé cultural d'interès local.

## Descripció

### Barraques de la Cala del Crit
La cala del Crit limita al sud amb la cala de la Font Morisca, separades entre elles per una roca foradada, i al nord amb la cala del Vedell. S'hi accedeix pel camí de Ronda des de la cala Estreta (Palamós) pel sud, i des de Calella (Palafrugell) i els jardins de Cap Roig pel Nord. És una platja rocosa i presenta un aforament d'aigua potable, envoltada de bosc dens de pi, que va anar guanyant terreny a les antigues vinyes després que la fil·loxera les fes desaparèixer.
A la cala del Crit hi ha dos volums que corresponen a tres barraques de refugi de pescadors. Són volums alineats i separats mentre i mig entre si, de planta rectangular amb el seu costat llarg paral·lel a la línia de la platja. Estan ubicats sobre una base que s'eleva aproximadament 1'5 metres del nivell natural de la cala i estan parcialment incrustats a la muntanya per la part posterior.
A l'extrem nord es troba la primera barraca de 8.5 metres de llarg, 4.4 d'amplada i 3.5 d'alçada que presenta una volta de canó per teulada. Es diferencia de les barraques típiques de pescadors per tenir la façana longitudinal encarada al mar. Està construïda per mitjà de murs de pedra fixats amb morter, arrebossats i encalcinats. A la façana principal hi ha les principals obertures, on destaca un gran portal de fusta de dimensions adients per a donar pas a les petites embarcacions dels pescadors. Encastades a la façana hi ha les bigues corresponents a l'estructura que sustentava el tendal tradicional que subministrava ombra a l'edificació.
A una separació de 1.5 metres al sud-oest de la barraca descrita anteriorment, hi trobem les dues altres barraques adossades i separades entre si per una paret mitgera. És un conjunt de 10.30 metres de llarg i amplades variables que van des dels 4.60 fins als 7.10 metres en funció de la incrustació de la construcció a la roca posterior. Les dues barraques estan comunicades en el seu interior, fruit de les obres que es van dur a terme durant la rehabilitació en el segle xx. Les obres també van cobrir les antigues voltes de canó per cobertes de teula àrab a una vessant i que s'han conservat fins a l'actualitat. La més gran de les barraques té un forjat de formigó entremig que dona lloc a un altell. La façana que dona a mar és la principal i on hi ha les obertures de l'accés amb un portal de fusta per a cadascuna de les barraques, una finestra i els ulls de bou de l'altell. Tot plegat construït amb sistemes tradicionals i amb materials autòctons de la zona.
L'interior d'aquestes dues barraques es distribueix amb un espai principal que acull la llar de foc i cuina, i una altra estança que comunica amb un petit lavabo, a més de l'altell al qual s'hi accedeix per una escala des de l'estança principal.

### Barraca de la Cala d'en Massoni
La cala d'en Massoni forma part del conjunt del jardí Botànic de Cap Roig, i s'hi accedeix des de Calella de Palafrugell a través dels camins del propi jardí. Es tracta de la cala ubicada a l'extrem nord de Mont-ras, just al sud del límit del terme municipal amb Palafrugell.
Situada dins la finca dels jardins de Cap Roig, és un espai únic a la mediterrània, l'embarcador de Cap Roig va ser construït pel matrimoni Woedvodsky a la dècada dels 40 del segle xx, amb el propòsit de crear un refugi per a les persones que navegaven per aquest tram de la Costa Brava, molt pròxim a les illes Formigues, i altament perillós en períodes de climatologia adversa.
Es va edificar seguint les pautes de les edificacions ubicades a la finca del castell de Cap Roig i de les barraques de pescadors de Calella de Palafrugell. El disseny arquitectònic, obra de Nicolai Woedvodsky, parteix d'un gran respecte per l'entorn tant pel que fa a la ubicació de la cabana com a la utilització dels materials propis de la zona, com la pedra de granet extreta de la cantera que hi ha dins la pròpia finca que va ser utilitzada per a la construcció de la barraca.
La barraca consta de dos volums. Un d'ells de 5.50 metres de llarg i 4 de fondària està cobert per dues voltes de canó de 305 metres d'alçada a l'estil de les barraques de pescadors del Port-Bo de Calella. L'altre volum de 8 metres d'ample i 5.5 de fons, està cobert mitjançant una coberta de teula àrab d'una pendent. Uns dels volums tenia la funció d'embarcador i l'altre tenia un ús més d'esbarjo adaptada per a fer-hi àpats.